# 白石史子
白石 史子（しらいし あやこ、1958年8月17日 - ）は、日本の裁判官。

## 人物・経歴
東京都立小山台高等学校を経て、1982年東京大学法学部卒業後、司法修習生36期。
- 1982年 - 東京大学法学部卒業
- 1984年 - 東京地方裁判所判事補
- 1986年 - 福井地方裁判所判事補
- 1989年 - 大阪地方裁判所判事補
- 1992年 - 徳島地方裁判所・徳島家庭裁判所判事補
- 1994年 - 徳島家庭裁判所判事
- 1995年 - 東京地方裁判所判事
- 2000年 - 福岡高等裁判所判事
- 2004年 - 福岡地方裁判所・福岡家庭裁判所判事
- 2007年 - 東京高等裁判所判事
- 2008年 - 内閣官房司法制度改革推進室長
- 2009年 - 東京高等裁判所判事
- 2010年 - 千葉地方裁判所総括判事
- 2013年 - 東京地方裁判所総括判事
- 2015年 - 京都家庭裁判所長
- 2016年 - 東京高等裁判所部総括判事
- 2021年 - 札幌高等裁判所長官[2][3]